# Cristina D'Avena
Cristina D'Avena (Bolonia, 6 de julio de 1964) es una cantante, presentadora y actriz italiana, famosa sobre todo por su interpretación de los openings de los dibujos animados transmitidos por las cadenas del Grupo Mediaset.

## Biografía
Nace en Bolonia, el lunes el 6 de julio de 1964 de Alfredo, de origen lucana, y de Ornella, de origen marchigiana. Con 3 años y medio empieza cantando El vals del mosquito, en ocasión de la décima edición de la reseña canora para niños Zecchino d'oro; la pieza se obtiene el 3º sitio. Después de la experiencia con el Zecchino d'oro, se queda en el Antoniano como miembro del Pequeño Coro hasta 1976, pero seguirá frecuentándolo durante 5 años más, acompañando a su hermana Clarissa, nacida 10 años después de ella y también convertida en miembro del Coro.
En el 1981 Cristina es una estudiante de diecisiete años en el Liceo Classico y ve el canto simplemente como un hobby. Por aquella época, Alessandra Valeri Manera, la actual responsable de la "a la ronda" Canale 5, buscaba una voz femenina que pudiera interpretar las canciones de las series de dibujos animados Pinocchio: por este motivo Cristina D'avena es amada por muchas personas en Italia ya que en la década de los 80's fue rostro principal de televisión especialmente para los niños que aún la siguen queriendo.

## Discografía
Cristina D'Avena ha registrado cerca de 700 canciones entre las siglas (dibujos animados, películas, programas de televisión) y varias canciones. Ha publicado 151 álbumes (el número no incluye algunas colecciones y reimpresiones) y 73 individuos (uno de ellos exclusivamente para el mercado francés, y una promoción de dos inicialmente lanzado como descarga digital), entre álbumes y sencillos, entonces, tiene más de 200 publicaciones disco que vendió un total de alrededor de 6 millones de copias.

## Videografía
- 1987
  - Fivelandia TV (VHS)
- 1988
  - Fivelandia TV 2 (VHS)
- 1991
  - Fivelandia TV (VHS + MC)
  - Cristina per noi (VHS + MC)
- 1992
  - Cantiamo con Cristina - Che avventura! (VHS + MC + libretto)
  - Cantiamo con Cristina - Cuccioli in erba (VHS + MC + libretto)
  - Cantiamo con Cristina - Che avventura! (VHS)
  - Cantiamo con Cristina - Cuccioli in erba (VHS)
- 1993
  - Cantiamo con Cristina - Un mondo di amici (VHS)
  - Cantiamo con Cristina - Per crescere insieme (VHS)
- 1998
  - Cucciolo (VHS)
- 2007
  - Roxy Bar nº 24 (DVD)

## Televisión
- 1968
  - 10º Zecchino d'Oro (Programma Nazionale)
- 1971
  - 13º Zecchino d'Oro (Programma Nazionale)
- 1986
  - Love me Licia (Italia Uno)
- 1987
  - Licia dolce Licia (Italia Uno)
  - Teneramente Licia (Italia Uno)
- 1988
  - Balliamo e cantiamo con Licia (Italia Uno)
  - Arriva Cristina (Italia Uno)
- 1989
  - Cristina (Italia Uno)
  - Sabato al circo (Canale 5)
  - L'allegria fa 90 (Canale 5)
- 1990
  - Cri Cri (Italia Uno)
  - Sabato al circo (Canale 5)
  - Evviva l'allegria (Canale 5)
- 1991
  - Cri Cri (Italia Uno)
  - Luna Party (Canale 5)
  - Cristina, l'Europa siamo noi (Retequattro)
  - Sabato al circo (Canale 5)
- 1992
  - Il Grande Circo di Retequattro (Retequattro)
  - Cantiamo con Cristina (Italia Uno)
- 1993/94
  - Buona Domenica (Canale 5)
- 1994
  - Quelli di "Buona Domenica" in Partita Finale (Canale 5)
- 1995/96
  - La sai l'ultima? (Canale 5)
- 1996
  - Game Boat al circo (Retequattro)
  - L'Attesa (Rai Uno)
- 1997
  - Game Boat (Retequattro)
- 1998
  - Game Boat (Retequattro)
  - Serenate (Rai Due)
  - 41º Zecchino d'Oro (Rai Uno)
- 1999
  - Concerto di Primavera (Rai Uno)
  - 42º Zecchino d'Oro (Rai Uno)
  - Buon Natale a tutto il mondo (Rai Uno)
- 2000
  - 43º Zecchino d'Oro (Rai Uno)
  - Buon Natale a tutto il mondo (Rai Uno)
- 2010
  - Matricole & Meteore (Italia Uno)

## Radio
- 1997/1998/1999
  - Buongiorno Cristina (Radio LatteMiele)
  - Domenica con Cristina (Radio LatteMiele)

## Editoria
- 1986
  - Love me Licia (edizione cartonata)
  - Love me Licia (edizione brossurata)
- 1987
  - Licia dolce Licia (edizione cartonata)
  - Licia dolce Licia (edizione brossurata)
  - Il PianoLibro dei successi TV
  - Fivelandia Music n. 1
  - Teneramente Licia e i Bee Hive
- 1988
  - Balliamo e cantiamo con Licia
  - Fivelandia Music n. 2
  - Arriva Cristina
  - Gioca e Suona con Cristina
- 1989
  - Fivelandia Music 3
  - Cristina
  - Cristina D'Avena presenta "Le Mille e una Fiaba"
- 1990
  - Fivelandia Music 4
  - Cri Cri
- 1991
  - I Tenerissimi
  - Fivelandia 5
  - Fivelandia 6
  - Fivelandia 7
  - Fivelandia 8
  - Fivelandia 9
  - Cristina, l'Europa siamo noi
- 1992
  - Fivelandia 10 - Vol. 1
  - Fivelandia 10 - Vol. 2
- 1993
  - Fivelandia 11
- 1994
  - Cristina racconta "Le più belle storie del mondo"
  - Fiabissime
- 1997
  - Fivelandia 15
- 2002
  - Cristina D'Avena ti guida...
- 2004
  - Mirmo
- 2008
  - Le fiabe di Fata Cri: Fata Cri e i draghetti pasticcioni
  - Le fiabe di Fata Cri: Fata Cri e il ballo degli scoiattoli
- 2009
  - Le fiabe di Fata Cri: Il mistero della principessa
  - Le fiabe di Fata Cri: Il mostro birbone
  - Cartoonlandia: 70 Sigle dei Cartoni di Italia Uno
- 2010
  - Mi scrivi la ricetta? - I Grandi della Musica Italiana in Cucina